# Гарви, Теренс
Теренс Вилкокс Гарви (англ. Terence Willcocks Garvey, 07.12.1915 — 07.12.1986) — британский дипломат.
Учился в школе Felsted. Университетское образование получил в Оксфорде. Имел титул эсквайра.
На дипломатической службе с 1938 г., работал в США, Чили, ФРГ, Египте. В 1958—1962 гг. — советник английского посольства в Белграде.
С 09.07.1962 по 16.04.1965 поверенный в делах Великобритании в КНР. В 1963—1965 годах также посол Великобритании в Монголии.
В 1965—1968 гг. заместитель постоянного заместителя иностранных дел.
В 1968—1971 гг. — посол в Югославии
В 1971—1973 годах верховный комиссар (посол) Великобритании в Индии.
В 1973—1976 годах посол Великобритании в СССР.
Похоронен в Ирландии, на кладбище деревни Морриск.
Рыцарь-командор ордена Святого Михаила и Святого Георгия.